# Wolfsegg am Hausruck
Wolfsegg am Hausruck es una localidad del distrito de Vöcklabruck, en el estado de Alta Austria, Austria, con una población estimada a principio del año 2018 de 1982 habitantes. 
Se encuentra ubicada al este del estado, cerca del lago Atter, de la frontera con el estado de Salzburgo, al sur del río Danubio y al suroeste de la ciudad de Linz —la capital del estado—.